# Ray Ozzie
Raymond "Ray" Ozzie (sinh ngày 20/11/1955) là một doanh nhân ngành công nghiệp phần mềm người Mỹ, từng giữ các vị trí Giám đốc kỹ thuật và Kiến trúc sư trưởng phần mềm tại Microsoft từ năm 2005 đến năm 2010. Trước Microsoft, ông nổi tiếng với vai trò tạo ra IBM Notes.

## Tiểu sử
Ông lớn lên ở Chicago, Illinois, sau đó chuyển đến Park Ridge, Illinois và tốt nghiệp Trường trung học Maine South vào năm 1973, năm 1969, anh học lập trình trên GE -400 máy tính lớn và Olivetti-Underwood Programma 101.
Raymond "Ray" Ozzie là một doanh nhân ngành công nghiệp phần mềm người Mỹ, từng giữ các vị trí Giám đốc kỹ thuật và Kiến trúc sư trưởng phần mềm tại Microsoft từ năm 2005 đến năm 2010. Trước Microsoft, ông nổi tiếng với vai trò tạo ra IBM Notes.
Ông đã nhận được bằng cử nhân ngành khoa học máy tính năm 1979 từ Đại học Illinois tại Urbana-Champaign, nơi ông làm việc trên hệ thống PLATO, và bắt đầu sự nghiệp làm việc tại Data General Corporation nơi ông làm việc cho Jonathan Sachs. Sau khi rời Data General, Ozzie làm việc tại Software Arts cho Dan Bricklin và Bob Frankston, người tạo ra VisiCalc, trên sản phẩm đó và TK Solver. Không lâu sau đó, anh được Sachs và Mitch Kapor tuyển dụng để làm việc cho Lotus Development để phát triển thứ Bản giao hưởng hoa sen. Ozzie rời Lotus Development vào năm 1984 và thành lập Iris Associates để tạo ra sản phẩm sau đó được Lotus bán dưới dạng Lotus Notes, một phần dựa trên kinh nghiệm của anh ấy khi sử dụng hệ thống nhắn tin nhóm PLATO Notes. Iris Associates đã được Lotus mua lại vào năm 1994 và chính Lotus đã được IBM mua lại vào năm 1995.
Ozzie đã làm việc ở đó trong vài năm trước khi rời khỏi để hình thành Groove Networks. Groove được Microsoft mua lại vào năm 2005, nơi Ozzie trở thành một trong ba Giám đốc kỹ thuật s. Năm đó, ông đã viết một trang dài 5.000 trang ghi nhớ nội bộ, có tiêu đề Sự gián đoạn dịch vụ Internet: "Rõ ràng rằng nếu chúng ta không làm được như vậy, công việc mà chúng ta biết đến sẽ có nguy cơ... Chúng ta phải phản hồi nhanh chóng và dứt khoát."